# إزالة تحسس البنسلين
إزالة تحسس البنسلين (بالإنجليزية: Penicillin desensitization)‏ هو نوع من إزالة التحسس الذي يعمل على تقليل استجابة الشخص للحساسية من المضاد الحيوي البنسلين. ومن أهم تطبيقات مثل هذا الإجراء هو إزالة التحسس خلال علاج مرض الزهري أثناء الحمل بالنسبة للنساء اللواتي لديهم حساسية من البنسلين. كما أنها تستخدم خلال علاج مرض للزهري العصبي.